# Michael Gloßner
Michael Gloßner (* 19. September 1837 in Neumarkt in der Oberpfalz; † 3. April 1909 in München) war ein deutscher römisch-katholischer Theologe und Philosoph.

## Leben
Der Sohn eines Weißgerbermeisters besuchte das Gymnasium in Regensburg und erhielt seine philosophische und theologische Ausbildung im Eichstätter Bischöflichen Lyzeum. Nach der Priesterweihe 1860 erwarb er 1869 den theologischen Doktortitel der Julius-Maximilians-Universität Würzburg. 1879 wurde er als Subregens ins Regensburger Klerikalseminar berufen, wo er in Konkurrenz zum Lyzeum Philosophie zu dozieren hatte, 1888 wurde ihm ein Benefizium in Ingolstadt verliehen, 1892 eines in München.

## Schriften (Auswahl)
- Der moderne Idealismus nach seinen metaphysischen und erkenntnißtheoretischen Beziehungen sowie sein Verhältniß zum Materialismus mit besonderer Berücksichtigung der neuesten Phase desselben. Münster 1880, OCLC 247175342.
- Das Prinzip der Individuation nach der Lehre des heil. Thomas und seiner Schule. Ein Beitrag zum philosophischen Verständnis der Materie. Paderborn 1887, OCLC 421825324. books.google.de
- Savonarola als Apologet und Philosoph. Eine philosophiegeschichtliche Studie. Paderborn 1889, OCLC 249020382. sammlungen.ulb.uni-muenster.de
- Die Enzyklika Pascendi und der neue Syllabus Papst Pius' X. Paderborn 1908, OCLC 29135393. digitale-sammlungen.de